# 안델핑엔
안델핑엔(독일어: Andelfingen)은 스위스 취리히주 안델핑엔구에 있는 마을이자 시정촌이다.

## 역사
안델핑엔은 1248년에 Andelfingon으로 처음 언급되었다. 1970년까지 그로산델핑겐(GrossAndelfingen)으로 알려졌었다.

## 지리
안델핑엔의 면적은 6.7k㎡이다. 이 면적 중 47.4%가 농업용으로 사용되고 34.1%가 산림이다. 나머지 토지 중 14.2%는 정착지(건물 또는 도로)이고, 나머지(4.3%)는 불모지(강, 빙하 또는 산)이다.

시정촌은 안델핑엔구의 수도이다. 이곳은 투어강 남안에 위치해 있다.

## 인구 통계
2020년 12월 31일 기준, 안델핑엔의 인구는 2,232명이다. 2007년 기준으로 전체 인구의 11.6%가 외국인이다. 지난 10년 동안 인구는 10.1%의 비율로 증가했다. 2000년 기준, 대부분의 인구인 89.5%가 독일어를 사용하며, 이탈리아어가 3.9%로 두 번째로 많이 사용하고, 세르보-크로아티아어가 세 번째(1.6%)이다.
2007년 선거에서 가장 인기 있는 정당은 39.8%의 득표율을 기록한 SVP였다. 다음으로 가장 인기 있는 세 정당은 CSP (15.6%), FDP (15.1%), SPS (13.2%)였다.
인구의 연령 분포(2000년 기준)는 어린이와 청소년(0~19세)이 전체 인구의 24.7%, 성인(20~64세)이 59.8%, 노인(64세 이상)이 15.5%를 차지한다. 안델핑엔에서는 인구의 약 77.3%(25-64세 사이)가 비필수 고등교육 또는 추가 고등교육(대학 또는 응용학문대학)을 완료했다.
안델핑엔의 실업률은 0.9%이다. 2005년 현재 1차 경제 부문에 41명이 고용되어 있고, 이 부문에 약 16개 기업이 참여하고 있다. 527명이 2차 부문에 고용되어 있고, 이 부문에 34개의 기업이 있다. 530명이 3차 부문에 고용되어 있으며, 이 부문에는 90개의 기업이 있다.
역사적 인구는 다음 표에 나와 있다.
| 년도 | 인구    |
| ---- | ------- |
| 1467 | 58 가구 |
| 1634 | 413     |
| 1850 | 730     |
| 1900 | 855     |
| 1950 | 931     |
| 1970 | 1,453   |
| 1990 | 1,576   |

## 교통
안델핑엔역은 S12, S24, S33 노선에 있는 취리히 S-반의 정류장이다.